# گروهان قهرمانان: برخط
گروهان قهرمانان: برخط (به انگلیسی: Company of Heroes Online) یک بازی رایانه‌ای منتشر نشده توسط شرکت تی‌اچ‌کیو است. این بازی در تاریخ ۲۰۰۹-۲۰۱۰ عرضه خواهد شد و سازنده‌های آن رلیک اینترتینمنت، شاندا است.